# CBU-89
CBU-89 Gator – amerykańska kasetowa bomba lotnicza. CBU – akronim od ang. Cluster Bomb Unit – bomba kasetowa. Zaprojektowana do niszczenia pojazdów pancernych i siły żywej przeciwnika przy pomocy min rozsypywanych podczas lotu bomby.
CBU-89 Gator jest bombą kasetową o masie 1000 funtów (450 kg) zawierającą 72 miny przeciwpancerne i 22 przeciwpiechotne. Rozrzucenie min na polu walki następuje po otwarciu wyrzutnika SUU-64 TMD (ang. Tactical Munitions Dispenser – taktyczny wyrzutnik amunicji). Opcjonalnie stosuje się czujnik zbliżeniowy FZU-39 do otwierania wyrzutnika na odpowiedniej wysokości. Miny uzbrajają się natychmiast po otwarciu wyrzutnika. Detonacja min następuje po wykryciu przez nią celu, poruszenie miny, niskie napięcie baterii zasilającej lub po zaprogramowanym czasie. Miny przeciwpancerne posiadają czujniki magnetyczne powodujące detonację po zbliżeniu się celu, a przeciwpiechotne wyposażono w zapalniki naciskowe i korpus odłamkowy. 
Podczas wojny w Zatoce Perskiej USAF zrzuciły 1105 bomb CBU-89. Zastosowanie tego typu broni umożliwia bardzo szybkie utworzenie pola minowego przy pomocy latających z dużą prędkością samolotów wojskowych. Pola minowe tego typu używane są do blokowania ruchu nieprzyjaciela, szlaków transportowych lub unieruchamiania wrogich wojsk do momentu zaatakowania ich innymi środkami bojowymi.
Bomby Gator występują w dwóch wersjach: używanej przez USAF 1000 funtowej CBU-89/B z wyrzutnikiem SUU-64/B TMD i będącej na wyposażeniu US Navy CBU-78/B o masie 500 funtów (45 min przeciwpancernych i 15 przeciwpiechotnych) z wyrzutnikiem Rockeye Mk 7.
Oba systemy zawierają miny tego samego typu: przeciwpancerne BLU-91/B i przeciwpiechotne BLU-92/B. Mina przeciwpancerna BLU-91/B posiada obwody elektroniczne i czujniki magnetyczne potrafiące wykryć pojazdy pancerne i czołgi, a następnie zdetonować ją w optymalnej od nich odległości. Ładunki typu Misznay-Schardin są w stanie przebić dolny pancerz większości pojazdów. Miny przeciwpiechotne BLU-92/B mają za zadanie utrudnić oczyszczenie pola z min przeciwpancernych przez żołnierzy. Podczas eksplozji miny, jej obudowa rozrywa się na wiele małych odłamków zdolnych razić cele żywe na dużym obszarze.
Oba rodzaje min mają zaprogramowany czas samozniszczenia umożliwiający dowódcy skoordynowanie czasu kontrataku lub manewru obronnego. Czas samozniszczenia nastawia się przed startem samolotu na jedną z trzech wartości: 4 godziny, 48 godzin lub 15 dni. Miny z jednej bomby pokrywają teren o wymiarach 200 × 650 metrów.
Bomby lotnicze CBU-89 są przenoszone najczęściej przez samoloty A-10, F-15E, F-16, B-52, B-1B, B-2, F/A-18 i AV-8B